# Роман-Шор (приток Лысьвы)
Роман-Шор — река в России, протекает в Верещагинском районе Пермского края. Устье реки находится в 32 км по правому берегу реки Лысьва. Длина реки составляет 11 км.
Исток реки находится южнее деревни Елохи в 9 км к юго-западу от центра города Верещагино. Река течёт на север и северо-запад, протекает деревни Елохи и Комары. В деревне Комары на реке небольшая запруда. Приток — Семук-Шор (левый). Впадает в Лысьву ниже деревни Усть-Сепыч.

## Данные водного реестра
По данным государственного водного реестра России относится к Камскому бассейновому округу, водохозяйственный участок реки — Кама от города Березники до Камского гидроузла, без реки Косьва (от истока до Широковского гидроузла), Чусовая и Сылва, речной подбассейн реки — бассейны притоков Камы до впадения Белой. Речной бассейн реки — Кама.
По данным геоинформационной системы водохозяйственного районирования территории РФ, подготовленной Федеральным агентством водных ресурсов:
- Код водного объекта в государственном водном реестре — 10010100912111100009530
- Код по гидрологической изученности (ГИ) — 111100953
- Код бассейна — 10.01.01.009
- Номер тома по ГИ — 11
- Выпуск по ГИ — 1